# Administrația Rezervației Biosferei Delta Dunării
Administrația Rezervației Biosferei Delta Dunării (ARBDD) este o instituție din România care are ca scop administrarea patrimoniului natural din domeniul public de interes național al Rezervației Biosfera Delta Dunării (RBDD), precum și refacerea și protecția unităților fizico-geografice de pe teritoriul RBDD.
ARBDD a fost înființată în anul 1990 și este o instituție publică aflată în subordinea Ministerului Mediului.
Obiectivele principale urmărite de ARBDD în gestionarea ecologică a teritoriului rezervației sunt:
- conservarea și protecția patrimoniului natural existent;
- promovarea utilizării durabile a resurselor generate de ecosistemele naturale ale rezervației;
- reconstrucția ecologică a zonelor degradate de impactul activităților umane.